# سپتامبر سیاه

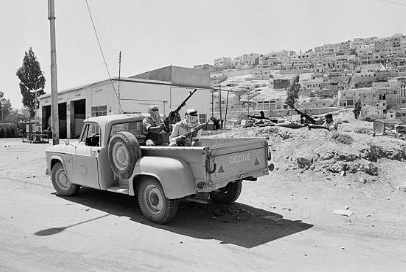
خودرو گشت جبهه خلق برای آزادی فلسطین در امان، ۱۲ ژوئن ۱۹۷۰

عبارت سپتامبر سیاه (به عربی: أیلول الأسود) به جنگ داخلی اردن در خلال سپتامبر ۱۹۷۰ تا ژوئیه ۱۹۷۱ گفته می‌شود. درگیری بین دو گروه عمده جمعیت اردن یعنی فلسطینیان تحت عنوان سازمان آزادی‌بخش فلسطین، (به رهبری یاسر عرفات) و نیروهای مسلح اردن (به رهبری ملک حسین) صورت پذیرفت. دلیل اصلی جنگ تلاش برای به دست گرفتن رهبری اردن بود. نبرد سپتامبر ۱۹۷۰ از سرفصل‌های مهم در تاریخ حیات این جنبش است. فتح پس از موفقیت نبرد کرامه (که نبردی با نیروهای اسرائیلی بود) قدرت بسیاری یافته‌بود و نظامیان پرشمار گروه‌های مقاومت فلسطینی مناطق حساس کشور اردن را به کنترل خود درآورده بودند، آشکارا پلیس را تحقیر می‌کردند، خیابان‌ها را می‌بستند، از مردم باج می‌گرفتند و به زنان تعرض می‌کردند؛ و یاسر عرفات نیز شکایت از این رفتارها را یا رد می‌کرد یا اعضای خاطی را می‌بخشید. این وضعیت که به پیدایش یک «دولت در دولت» انجامیده بود، نهایتاً به واکنش شدید دولت اردن انجامید. دولت اردن در ۲۴ سپتامبر نیروهای خود را در مواضع حساس کشور مستقر کرد، پست‌های کلیدی را به تصرف خود دراورد و فردای آن روز به فرمان ملک حسین حکومت نظامی برقرار شد. جنگ چریک‌های فلسطینی و نظامیان اردنی پس از ۲ روز با توافق ملک حسین و عرفات بر سر آتش‌بس پایان یافت. تا ژوئیه ۱۹۷۱ که پادشاه اردن دستور اخراج تمام اعضای فتح و سازمان آزادی‌بخش فلسطین از کشور اردن صادر کرد و ارتش اردن آن‌ها را به زور به داخل خاک سوریه روانه ساخت، تلفات و خسارات عظیمی بر فلسطینیان وارد آمد. فقط حدود ۳۵۰۰ فلسطینی که بسیاری غیرنظامی بودند، کشته شدند و این واقعه در بین آنان به سپتامبر سیاه معروف شد. این جنگ به کشته شدن هزاران نفر انجامید که بخش عمده آن فلسطینیان بودند (۳۴۰۰–۲۰۰۰۰ نفر). نبرد مسلحانه در ژوئیه ۱۹۷۱ پایان یافت، و رهبری سازمان آزادیبخش فلسطین و بخش عمده نیروهای شبه‌نظامی آن به لبنان نقل مکان کردند.

## پیش‌زمینه
پس ازجنگ شش‌روزه اعراب و اسرائیل در ژوئن ۱۹۶۷ بسیاری از مردم کرانه باختری به اردن فرار کرده بودند. پیش از آن، ۶۵۰ هزار فلسطینی‌ها در این کشور زندگی می‌کردند. بریتانیا، امارت ماوراء اردن که در سال ۱۹۴۶ تأسیس شده بود را از زمان جنگ اول جهانی فلسطین شرقی می‌نامید. پس از اشغال کرانه باختری در جنگ سال ۱۹۴۸ از سوی دولت تازه تشکیل یافته اسرائیل، این کشور اردن نامیده شد. با پیوستن بیش از ۲۰۰ هزار پناهجوی جدید از کرانه غربی رود اردن، فلسطینی‌ها به یک گروه بزرگ در اردن تبدیل شدند. بسیاری از فلسطینها در جنبشهای مختلف فلسطینی شرکت کردند و ۲۸ ژوئن سال ۱۹۶۷ در عملیات نظامی علیه نیروهای اسرائیلی در طرف دیگر رود اردن شرکت کردند. فتح از خاک اردن حملات متعددی را علیه کرانه اشغالی انجام داد. پس از انفجار یک اتوبوس مدرسه با یک مین، (که در آن یک فرد بزرگسال کشته شد و چندین دانش آموزان زخمی شدند) در ۱۸ مارس ۱۹۶۸ اسرائیل تصمیم به حمله متقابل گرفت.

### نبرد کرامه
مقاله اصلی: نبرد کرامه
یاسر عرفات رهبر فتح (بخشی از سازمان آزادی‌بخش فلسطین که چندین سازمان فلسطینی زیر چتر آن فعالیت می‌کردند) بود. مقر عرفات در اردوگاه پناهندگان کرامه بود. در اوایل صبح روز ۲۱ مارس ۱۹۶۸ نیروهای اسرائیلی از رود اردن رد شدند و در حالی که تانکها از غرب پیشروی می‌کردند، چتربازان در طرف دیگر اردوگاه فرود آمدند. هنگامی که توپخانه اردن به حمله اسرائیل پاسخ داد، مورد حمله نیروی هوایی اسرائیل قرار گرفت. در طی این حمله تمام خانه‌های اردوگاه پناهندگان کرامه، به جز مسجد آن با خاک یکسان شدند. در طول بعد از ظهر، نیروهای اسرائیلی شروع به بازگشت (یا عقب‌نشینی) کردند، با وجود ضرر و زیان هنگفت، فتح نتیجه نبرد کرامه را یک پیروزی سیاسی بزرگ برای خود به حساب آورد، با وجود اینکه عمده خسارتهای اسرائیل را ارتش اردن وارد کرده بود.
پس از نبرد کرامه، بسیاری از فلسطینی‌ها و سایر اعراب به گروه‌های مختلف زیرمجموعه سازمان آزادی‌بخش فلسطین پیوستند. این گروه‌ها به حمله به کرانه باختری رود اردن که اسرائیل اشغال کرده بود ادامه دادند که با برخورد شدید اسرائیل روبرو شد. در اردوگاه‌های پناهندگان که سازمان ملل ساخته بود، پلیس اردن نفوذ نداشت و هنگامی که مبارزان فلسطینی به شهرهای بزرگ اردن می‌رفتند، مختل نظم موجود می‌شدند. آنها با لباسهای نظامی و مسلح به کلاشنیکف در شهرها می‌گشتند و از مردم «کمکهای داوطلبانه» به مبارزه مسلحانه درخواست می‌کردند و در شهرها ایستگاه‌های ایست بازرسی ایجاد می‌کردند. ملک حسین از این رفتار ناراضی بود. او همچنین اعتقاد داشت که حملات مسلحانه به کرانه باختری رود اردن باعث دشوارتر شدن مذاکره با اسرائیل به منظور بازگرداندن کرانه باختری به اردن می‌شود، اما فلسطینیها مخالف این عقیده بودند.
در فوریه سال ۱۹۷۰ محمد رسول الکیلانی به سمت وزیر داخله منصوب شد. او استفاده از سلاح گرم در شهرها را ممنوع کرد و به ثبت رساندن تمام وسایل نقلیه موتوری را اجباری کرد. به منظور به حداقل رساندن خطر درگیری میان چریکها و ارتش اردن، او نیروهای نظامی را در پادگانها نگه داشت. عرفات به شاه حسین وعده داد که او نظم را حفظ خواهند کرد، اما در عمل چریکها به شاخه‌های متعددی تقسیم شدند که مانع عملی شدن این وعده شد. در ۹ ژوئن به شاه حسین در حین عبور از یک ایست بازرسی خیابانی تیراندازی شد. در ۱۰ ژوئن قراردادی بین شاه حسین و مقاومت فلسطین امضا شد که در آن فلسطینیها توافق کردند که از به همراه داشتن اسلحه در شهرها اجتناب کنند.

## درگیری‌ها

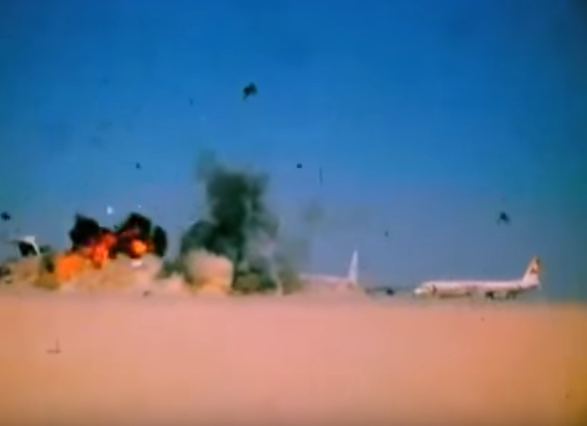
انفجار دو هواپیمای ربوده شده در ۱۲ سپتامبر ۱۹۷۰

در ۱ سپتامبر ۱۹۷۰ تلاش دیگری برای ترور شاه حسین در حین عزیمت او به فرودگاه امان رخ داد. در ۶ سپتامبر گروه مارکسیستی جبهه خلق برای آزادی فلسطین توجه جهانیان را با ربایش سه هواپیما و فرود آوردن آنها در باندی صحرایی به نام داوسونز ایرفیلد در نزدیکی زرقا اردن جلب کرد. (این باند صحرایی قبلاً مورد استفاده نیروی هوایی سلطنتی بریتانیا بود). همزمان در امان و دیگر شهرهای اردن، در میان گروه‌های رقیب فلسطینی تبادل آتش درگرفت. شاه حسین تا زمانیکه هواپیماربایان گروگانها را در اختیار خود داشتند مانع دخالت ارتش برای خاتمه گروگانگیری شد. نخست‌وزیر اردن هم شروع به مذاکره با عرفات برای ترک شهرها شد اما روشن بود که عرفات نفوذ کافی برای پیاده‌سازی وعده‌هایش را ندارد.
در ۱۶ سپتامبر پادشاه اردن دولت نظامی جدیدی تشکیل داد و ارتش شهرامان و چند شهر دیگر را به محاصره درآورد. روز بعد، هنگ یکم پیاده‌نظام و لشکر چهارم مکانیزه با حمایت تیپ شصتم زرهی وارد امان شد. شورشیان با اسلحه سبک و راکت اندازهای ضد تانک (آرپی‌جی) به دفاع از خود پرداختند. ارتش همچنین به گروه‌های فلسطینی در شهرهای دیگر مانند اربد، جرش و زرقا نیز حمله کرد.
در صبح روز ۲۰ سپتامبر هنگامی که سوریه با دو هنگ زرهی از مرز عبور کرد، وضعیت فوق‌العاده شد و بین تانکهای ساخت شوروی سوریه تی-۵۴/۵۵ و تانکهای بریتانیایی اردن از نوع تانک سنچوریون درگیری شروع شد. با حمله نیروی هوایی اردن، سوریه در ۲۳ سپتامبر مجبور به عقب‌نشینی شد.
جعفر نمیری رئیس‌جمهور سودان سعی کرد آتش‌بس برقرار کند و در ۲۵ سپتامبر عرفات آتش‌بس را قبول کرد. پس از آن، عرفات از اردن خارج شد و به قاهره رفت که در آنجا رئیس‌جمهور مصر ناصر او را پذیرا شد. در ۲۷ سپتامبر، شاه حسین برای رایزنی به قاهره رفت. در دیدار بین عرفات و شاه حسین، هر دو رهبر به اسلحه گرم مسلح بودند و این جلسه منجر به ابراز قوی احساسات بین طرفین شد. در نهایت عرفات و شاه حسین توافقی را امضا کردند که در آن هر دو سو پیروز به نظر می‌رسیدند.
تعداد کشته شدگان در درگیریها روشن نیست، اما بسیاری بر عددی بین ۱۵۰۰ تا ۲۰۰۰ توافق دارند. بنا به صلیب سرخ، ۱۶۰۰ نفر در این درگیریها کشته شدند.

## پیامدها
احتمالاً آنچه به ضعف فلسطینی‌ها انجامید، نیروی نظامی اردن نبود، بلکه حوادثی در خارج از اردن باعث کاهش حمایت سیاسی از آنها شد. در ۲۸ سپتامبر رئیس‌جمهور مصر، جمال عبدالناصر در یک حمله قلبی ناگهانی درگذشت و در ۱۳ نوامبر با یک کودتا، حافظ اسد وزیر دفاع سوریه، به نخست‌وزیری رسید.
از ۳۱ اکتبر عرفات به امضای یک توافق‌نامه جدید مجبور شد که در آن فلسطینی‌ها متعهد شدند در اردن سلاح حمل نکنند و به حاکمیت مقامات اردن احترام بگذارند. نبرد در یک سطح پایین بین گروه‌های فلسطینی و ارتش اردن در طول سال ۱۹۷۱ ادامه یافت. گروه‌های فلسطینی در دراز مدت مجبور به ترک اردن شدند و به جای آن در لبنان مستقر شدند. استقرار فلسطینی‌ها در لبنان، نقش مهمی در جنگ داخلی لبنان داشت.
در ۲۸ نوامبر ۱۹۷۱ نخست‌وزیر اردن وصفی التل توسط یک گروه فلسطینی به نام سازمان سپتامبر سیاه ترور شد. در ۱۹۷۲ این گروه به یک حمله تروریستی در المپیک تابستانی ۱۹۷۲ دست زد که به کشتار المپیک مونیخ مشهور است.